# Monoxenus bispinosus
Monoxenus bispinosus là một loài bọ cánh cứng trong họ Cerambycidae.